# Erika Aifan
Erika Aifan, née vers 1975, est une juge guatémaltèque. Elle reçoit, le 8 mars 2021, le prix international de la femme de courage, pour sa « détermination et force d'âme à faire respecter l'État de droit au Guatemala ».

## Biographie
Erika Aifan travaille avec un personnel très réduit de trois personnes, dont une seule est permanente. Vers 2016, elle devient un juge « à haut risque D ». Pendant son mandat, elle a dû traiter plus de 75 plaintes visant à l'empêcher de faire son travail. Elle s'est occupée de neuf hommes d'affaires impliqués dans la remise de pots-de-vin au ministre, en disgrâce, Alejandro Sinibaldi (es). Elle a ordonné qu'ils paient une compensation et qu'ils présentent des excuses publiques.
Elle est l'une des trois juges, avec Gloria Patricia Porras (es) et Iris Yassmin Barrios Aguilar, qui ont reçu le soutien de la Cour interaméricaine des droits de l'homme. Cette cour a ordonné que ces trois personnes bénéficient d'une protection spéciale. Alors qu'elle s'occupe de l'affaire contre l'homme politique Gustavo Alejos, elle reçoit des informations selon lesquelles deux de ses employés ont falsifié des preuves. Elle soutient son personnel et lorsque l'affaire est portée devant la Cour suprême, ses employés n'ont pas été punis mais promus. Aifan gagne des litiges de ce genre, mais elle a dû engager des avocats à ses frais pour contrer les accusations douteuses.
En 2021, à l'occasion de la Journée internationale des femmes, le secrétaire d'État américain lui décerne le prix international de la femme de courage. La cérémonie est virtuelle en raison de la pandémie de COVID-19 et comprend un discours de la Première Dame, le Jill Biden. Après la cérémonie de remise des prix, les quatorze lauréates ont pu participer à un échange virtuel dans le cadre d'un programme de leadership des visiteurs internationaux. Exceptionnellement, sept autres femmes décédées en Afghanistan ont également été récompensées. La citation d'Aifan souligne en particulier ses attaques contre la corruption, l'amélioration de la transparence et de l'indépendance du système judiciaire guatémaltèque.

## Note
- (en) Cet article est partiellement ou en totalité issu de l’article de Wikipédia en anglais intitulé « Erika Aifan » (voir la liste des auteurs).